# Birmingham Fire
De Birmingham Fire (of simpelweg de Fire) is een voormalig professioneel American footballteam uit Birmingham, Alabama. De Fire behoorde tot de 10 teams die speelden in de voormalige World League of American Football (WLAF), een semiprofessionele competitie met teams uit de Verenigde Staten, Canada en Europa. Het team kwam uit in de Noord-Amerika West-divisie.
Het team werd in 1991 opgericht en werd in 1992 alweer opgeheven. Later zou de teamnaam gebruikt worden voor een nieuw op te richten American footballteam in Düsseldorf, Duitsland onder de naam Rhein Fire. De beste prestatie, in de twee jaar dat het team bestond, was een plaats in de halve finale.

## Resultaten per seizoen
W = Winst, V = Verlies, G = Gelijk, R = Competitieresultaat
| Seizoen                | W  | V | G | R                     | Play-off resultaat    |
| ---------------------- | -- | - | - | --------------------- | --------------------- |
| Birmingham Fire (WLAF) |    |   |   |                       |                       |
| 1991                   | 5  | 5 | 0 | 1e plaats             | halve finale verloren |
| 1992                   | 7  | 2 | 1 | 2e plaats             | halve finale verloren |
| Totaal                 | 12 | 9 | 1 | (0-2 in de play-offs) | (0-2 in de play-offs) |

Noord-Amerika West:
Birmingham Fire · Sacramento Surge · San Antonio Riders
Noord-Amerika Oost:
Montreal Machine · New York/New Jersey Knights · Orlando Thunder · Raleigh-Durham Skyhawks · Ohio Glory
Europa:
Barcelona Dragons · Frankfurt Galaxy · London Monarchs